# Alūksne distrikt
Alūksnes distrikt (lettiska: Alūksnes rajons) var till 2009 ett administrativt distrikt i Lettland, beläget i den nordöstra delen av landet, ca 200 kilometer från huvudstaden Riga. Distriktet gränsade till Estland (103,8 kilometers gräns), Ryssland (46,4 kilometers gräns), Valkas distrikt (51,7 kilometers gräns), Gulbenes distrikt (98,1 kilometer) och Balvis distrikt (57,4 kilometer). Huvudorten i distriktet var Alūksne.